# 大埔墟四里
大埔墟四里（英語：The Lane-Square in Tai Po Market）位於香港新界運頭角，由廣福里（英語：Kwong Fuk Lane）、大榮里（英語：Tai Wing Lane）、大光里（英語：Tai Kwong Lane）及所組成，近大埔綜合大樓，四路呈井字形排列，中間為休憩花園。外圍分別是鄉事會街、寶鄉街、廣福道及運頭街，由大埔墟站步行前往約需10分鐘。
大埔墟四里所在原本是大埔墟和運頭角之間的大片水田，於1960年代中才平整土地，建立四里。四條里以井字形排列，中間為休憩公園，名為大明里廣場，是結合商業與消閒的建築設計。四里各式商舖及食肆林立，是區內居民主要的購物及消閒地點，同時由於毗鄰區內數所中學及大埔綜合大樓，因此亦為尋找食肆午膳的中學生所歡迎。

## 活化計劃

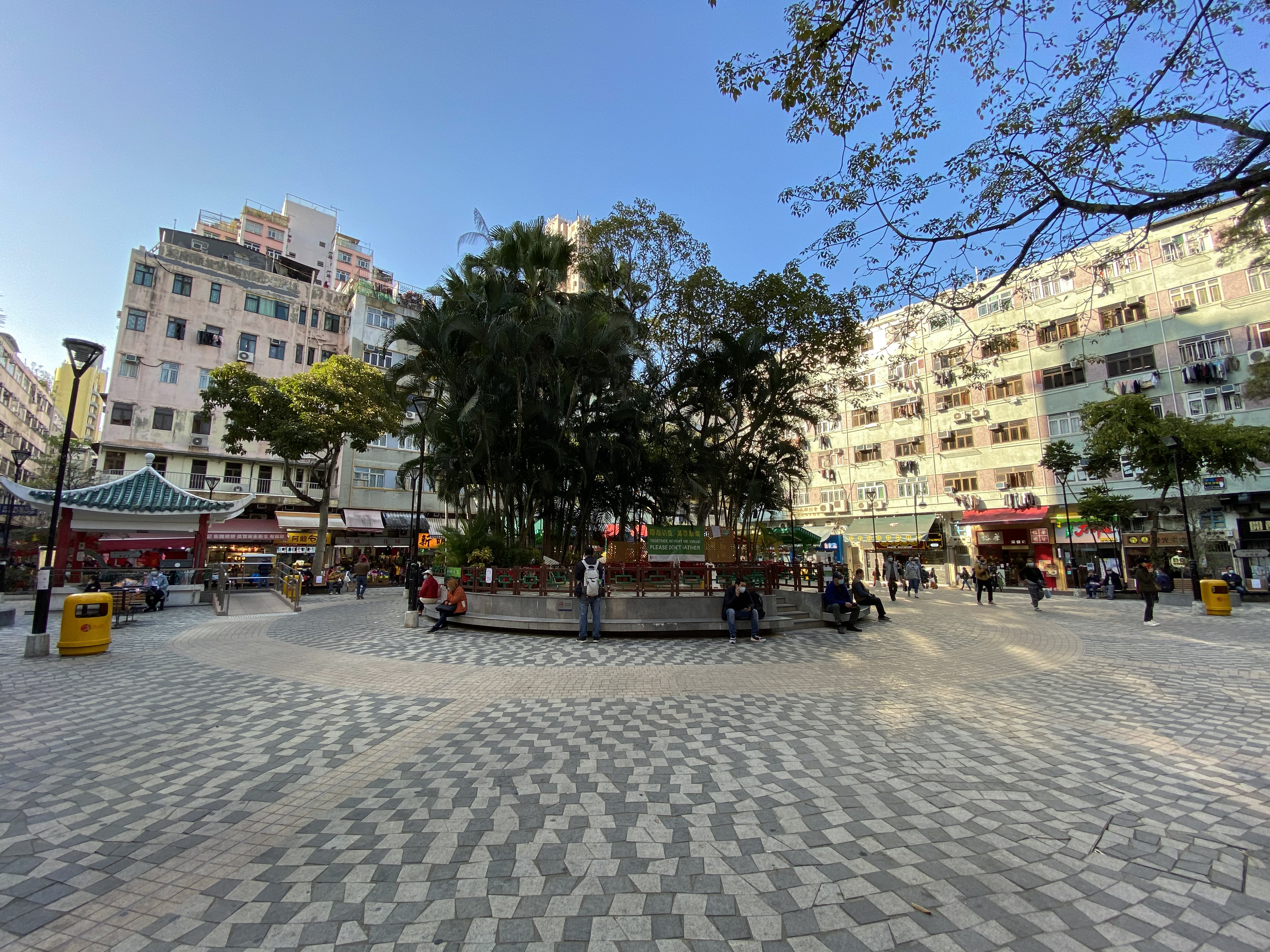
翻新後的「大明里廣場」（2021年1月）

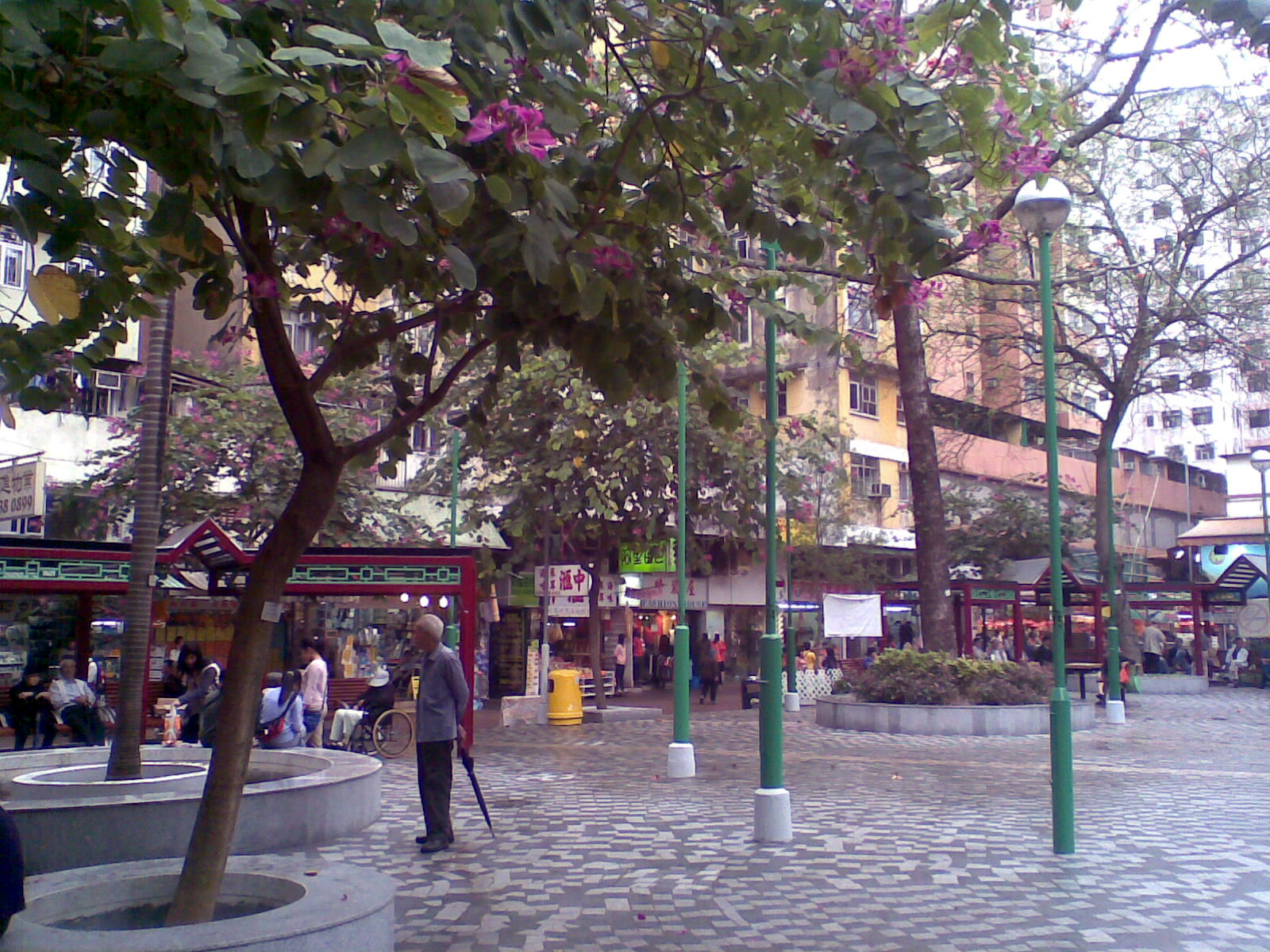
翻新前的「大明里廣場」（2007年10月）

2007年康文署和規劃署分別進行「大明里廣場」翻新工程及將四里一帶發展成「步行街」，香港房屋協會以「唐坊·明里」為主題，計劃在四里各出入口建牌樓，並在廣場四角鋪設特色地磚，以及在四里中央的「大明里廣場」加建具中國特色的街燈（設置夜燈）、舞台布景板、公園照壁、垃圾箱、長櫈和遊客資訊亭等，從而強化市集的特色，以凝聚當地居民及吸引外來遊客，改善四里因區內多個大型商場落成而逐漸減退的地位和吸引力。

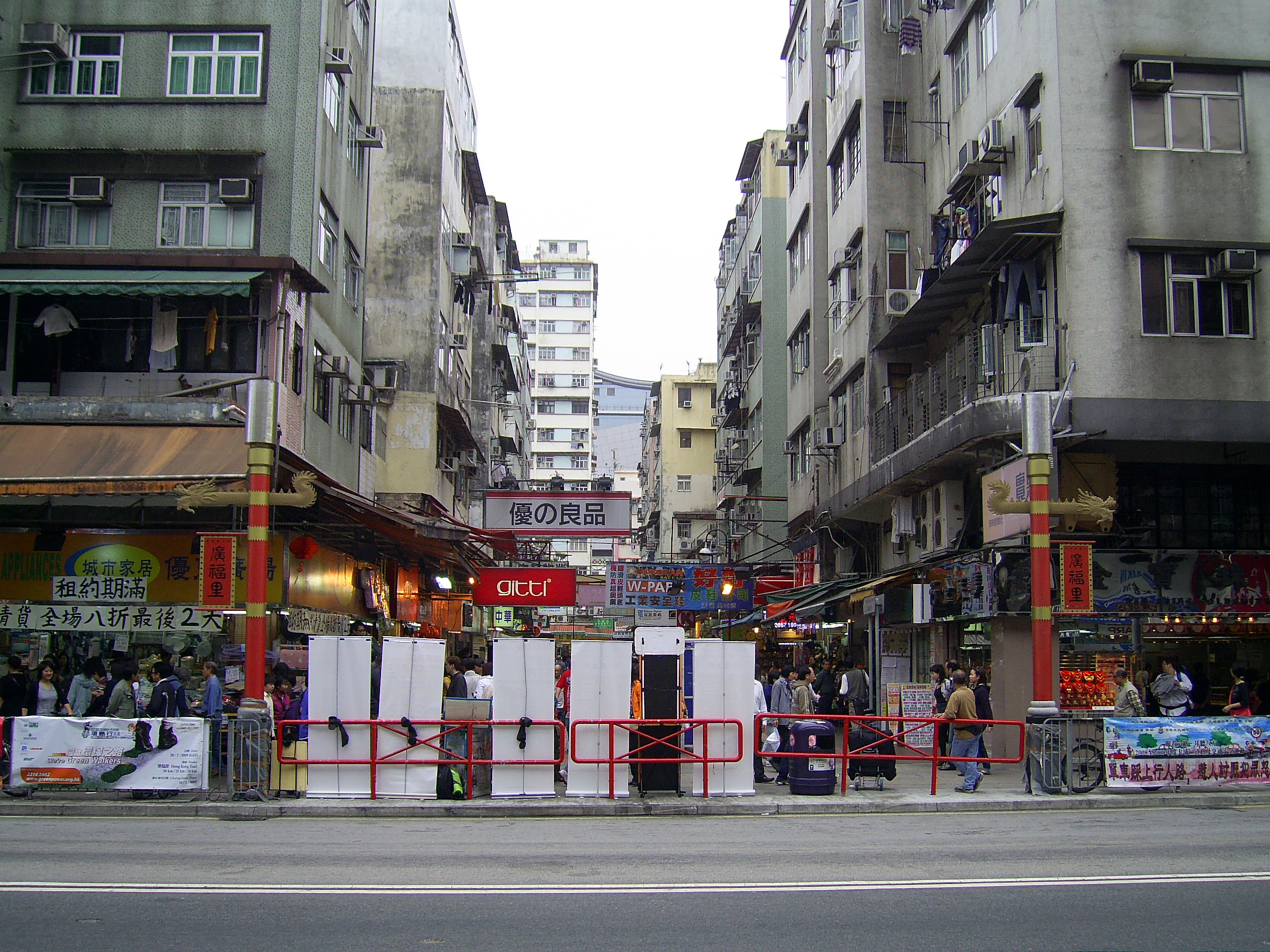
廣福里新路牌
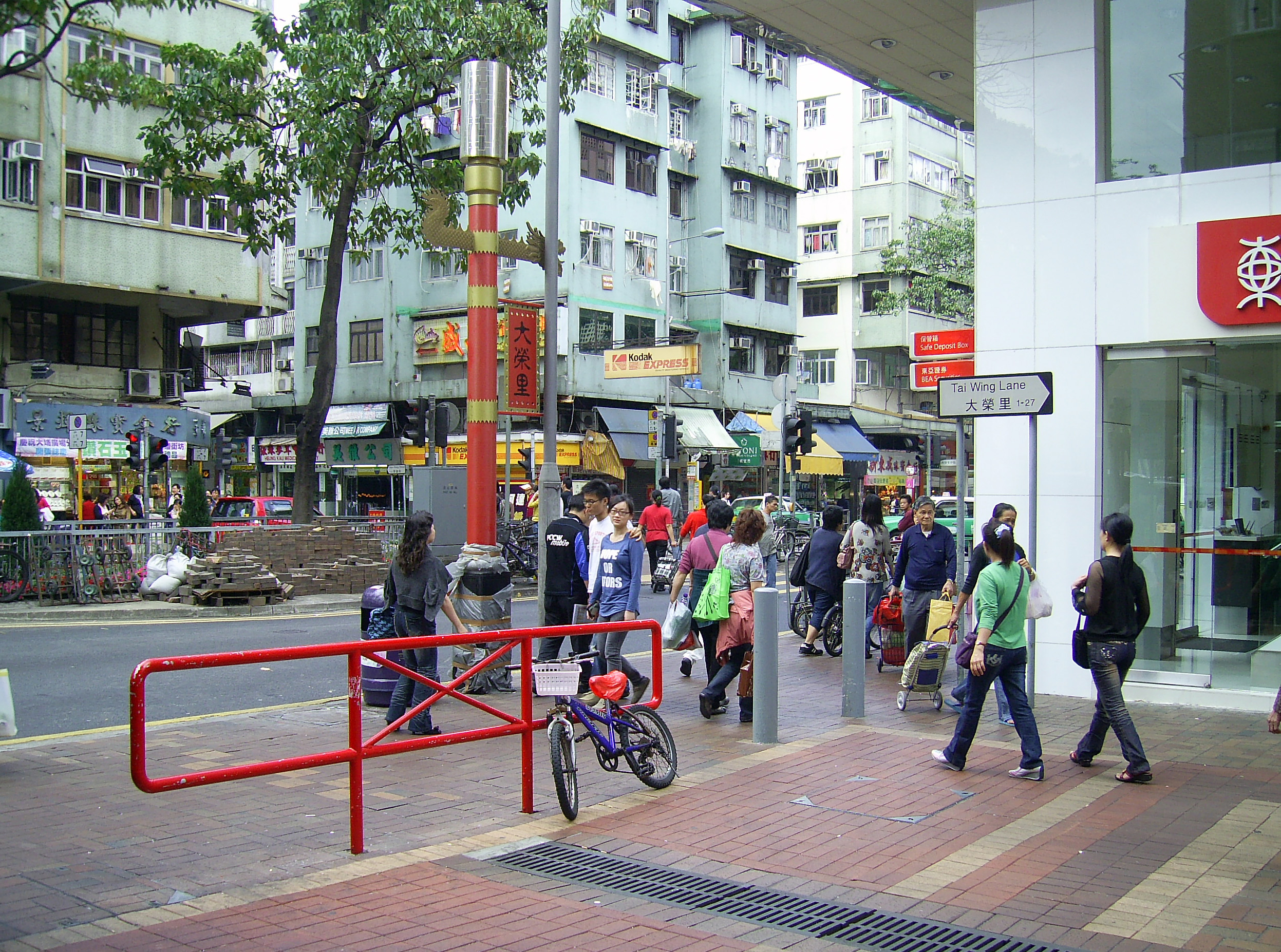
大榮里新路牌
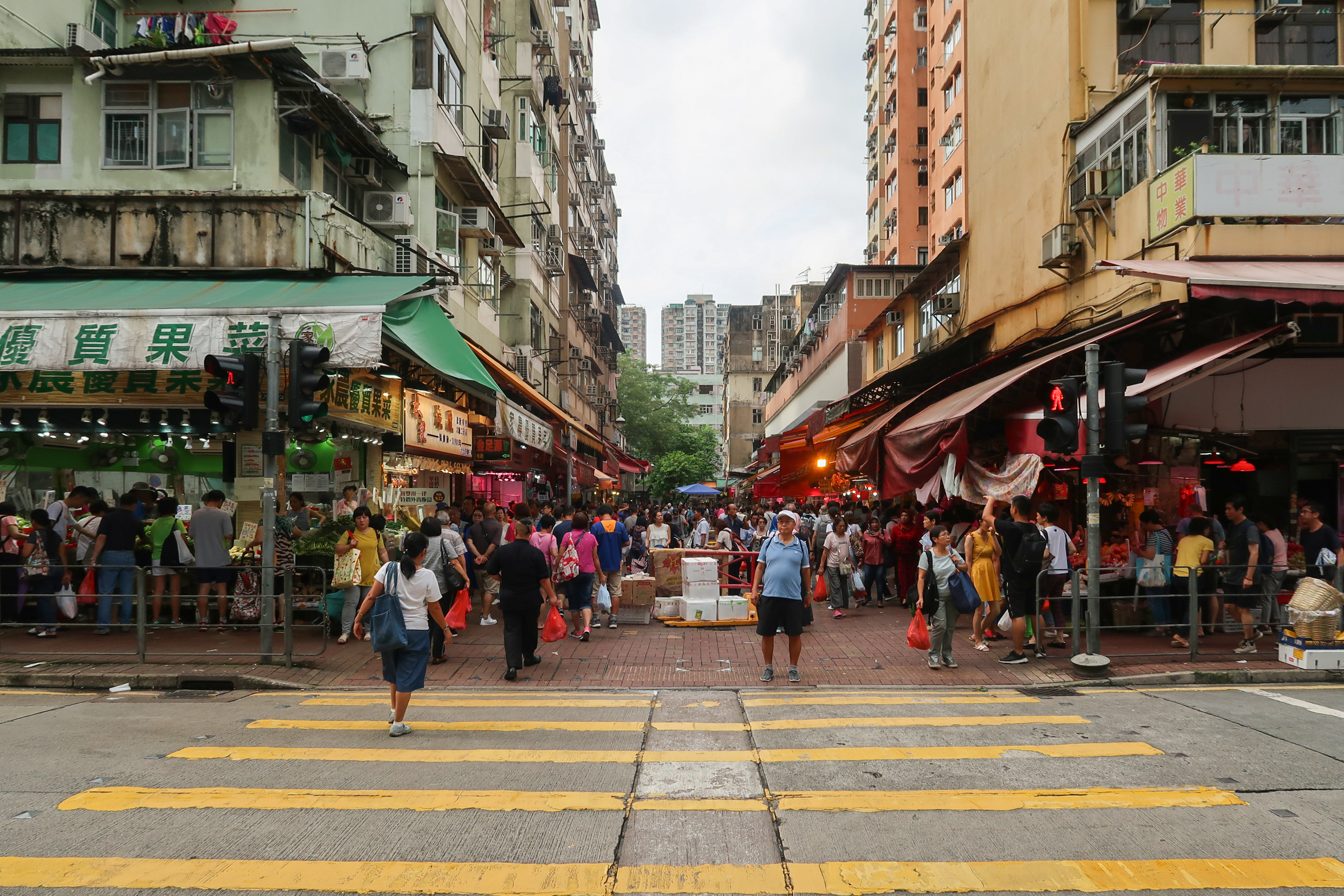
大光里有大量人流
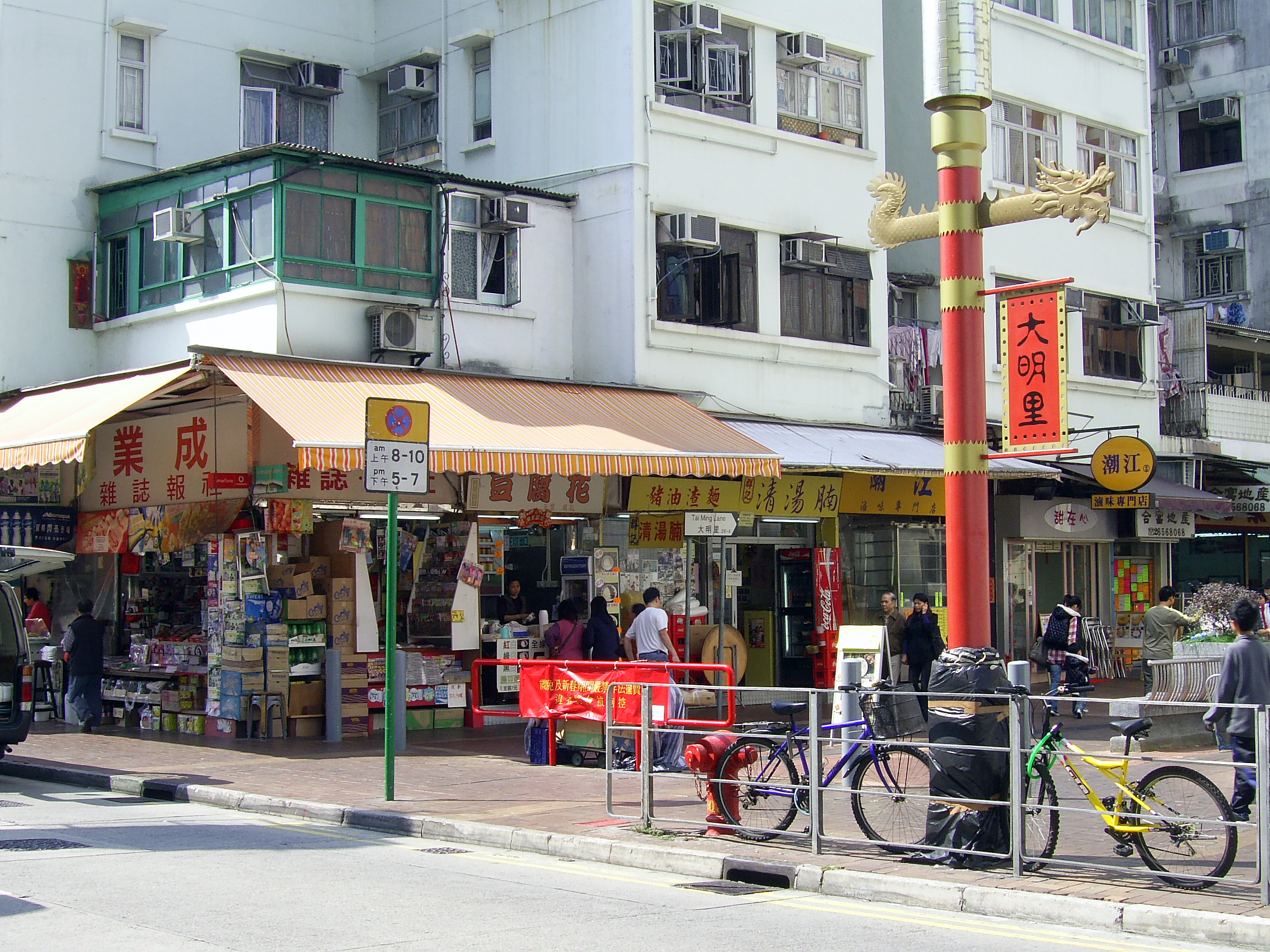
新路牌